# Căzănești
Căzănești es una ciudad con estatus de oraș de Rumania ubicada en el distrito de Ialomița.
Según el censo de 2011, tiene 3271 habitantes, mientras que en el censo de 2002 tenía 3641 habitantes. La mayoría de la población es de etnia rumana (83,37 %), con una minoría de gitanos (13,23 %).
La mayoría de los habitantes son cristianos de la Iglesia Ortodoxa Rumana (95,84 %).
Se conoce su existencia desde 1579. Adquirió estatus urbano en 2004.
Se ubica sobre la carretera 2A, a medio camino entre Slobozia y Urziceni.